# 卒業式の夜
「卒業式の夜」は、1975年3月21日に発売された葵テルヨシの5枚目のシングル。

## 収録曲
- 両楽曲共に、作詞：神坂薫／作曲：遠藤実／編曲：斉藤恒夫

1. 卒業式の夜（4分4秒）
2. 旅（3分45秒）